# Erik Thedéen
Erik Hilding Thedéen, född 1 september 1963 i Spånga, är en svensk ekonom, företagsledare och ämbetsman. Han är riksbankschef sedan den 1 januari 2023. Dessförinnan var han generaldirektör för Finansinspektionen 2015–2022.

## Biografi
Erik Thedéen är en av fyra söner till KTH-professorn Torbjörn Thedéen (1931–2019) och dennes hustru, domaren och chefsrådmannen Ulla Ljunggren-Thedéen (1933–2022).
Efter att ha gått ut S:t Jacobi gymnasium i Vällingby 1982 gjorde Thedéen värnplikten och fortsatte att utbilda sig vid Sjökrigsskolan. Thedéen är reservofficer i Svenska flottan, utbildad för tjänstgöring på patrullbåt. Han avlade officersexamen 6 september 1984 och utnämndes samtidigt till löjtnant.[källa behövs] Efter avslutad militärtjänst studerade Thedéen till civilekonom vid Handelshögskolan i Stockholm 1985–1989. Han inledde sin arbetslivskarriär som handlare på Riksbanken 1990.
Han invaldes som ordinarie ledamot i Kungliga Örlogsmannasällskapet 2015.

### Statliga ledningsuppdrag
Fram till att han 2022 utnämndes som ny riksbankschef har Thedéen varvat arbete i näringsliv och statlig förvaltning i ungefär lika omfattning. Hans första anställning efter examen från Handelshögskolan var som handlare och analytiker vid Sveriges riksbank 1990–1992, innan han gick vidare till privat sektor. Under perioden 1997–2005 arbetade han vid Riksgäldskontoret, först som upplåningschef, skuldförvaltningschef och slutligen vice riksgäldsdirektör.
Efter ett flertal befattningar i näringslivet utnämndes han till statssekreterare hos finansmarknadsminister Peter Norman i regeringen Reinfeldt i oktober 2010. Som statssekreterare var han ansvarig för förvaltningen av statens bolag och AP-fonderna. Han ansvarade även för kommunal lagstiftning och ekonomi.
I oktober 2015 utnämndes Erik Thedéen av regeringen Löfven till ny generaldirektör för Finansinspektionen. I november samma år presenterade han ett förslag om att införa ett skuldkvotstak på 600 procent av ett hushålls disponibla årsinkomst. Ordet "skuldkvotstak" blev invalt i 2015 års nyordslista.
Under Thedéens ledarskap fick Finansinspektionen 2019–2020 allvarlig kritik i media och i en internrevisionsrapport för brister i tillsynen av bankernas åtgärder mot penningtvätt.
I juni 2022 meddelade Finansinspektionen att Thedéen lämnar sin post som generaldirektör den 20 november. Samtidigt meddelade Riksbanken att riksbanksfullmäktige utsett Erik Thedéen till ny riksbankschef från och med 1 januari 2023, för en mandatperiod på sex år. I pressmeddelandet underströks hans erfarenhet från att leda finansiella myndigheter och organisationer, och att Thedéen vid tidpunkten var vice ordförande i Europeiska värdepappers- och marknadsmyndigheten (Esma) och ordförande i International Organization of Securities Commissions (Iosco) arbetsgrupp för hållbar finans. Thedéen deltog för första gången i Riksbankens penningpolitiska möte i februari 2023.

### Karriär i näringslivet
Thedéen arbetade för OMX/Nasdaq OMX som chef för räntebärande produkter 2007–2008, för att sedan bli VD för Nasdaq OMX Stockholmsbörsen åren 2008–2010. Han gjorde också ett kortare inhopp som VD för KPA Pension under 2015.